# Сајмон Ковини
Сајмон Ковини (рођен 16. јуна 1972) је ирски политичар из странке Фајн Гејл који је од новембра 2017. године потпредседник Владе Ирске (Танаисте) и министар спољних послова и трговине са одговорношћу за Брегзит, а такође је и заменик председника владајуће странке од јуна 2017. Од 1998. године је посланик ирског парламента за изборну јединицу Корк Југ-Центар. Пре тога је био министар за стамбемна питања, планирање, заједницу и локаклну управу (2016−2017), министар пољопривреде, хране и поморства (2011−2016), министар одбране (2014−2016) и члан за Јужну изборну јединицу Европског парламента (2004−2007).
Ковини је рођен у Корку, а дипломирао је на Пољопривредном факултету Краљевског пољопривредног универзитета, а студирао је и на Националном универзитету Ирске у Корку. Неколико година је радио као пољопривредни саветник и менаџер фарме. Изабран је у ирски парламент након смрти његовог оца, Хјуџа Ковинија. Након трогодишњег мандата у Европском парламенту, био је министар за везе, климатску акцију и природне ресурсе, а потом и министар саобраћаја. Након оставке Френсис Фицџералд у новембру 2017. године је именован за потпредседника Владе Ирске.

## Биографија
Ковини је рођен у Корку од оца геодетског инжењера. Водио је пројеката "Sail Chernobil" који је укључивао прикупљање хуманитарне помоћи на броду са којим је опловио 30.000 mi (48.000 km) и скупио 650 000 евра. Сајмонов брат Патрик је извршни директор "Greencore Group plc". Ковини је познат као заговорник слободне границе између Ирске и Уједињеног Краљевства након Брегзита.
У браку је са Рут Фурнеј, која ради у Агенцији за индустријски развој Ирске. Имају три ћерке и живе у Каригалјану, недалеко од Корка.